# تپه شهرک صنعتی
تپه شهرک صنعتی مربوط به دوره اشکانیان - دوره ساسانیان - دوره ایلخانی است و در شهرستان گیلانغرب، بخش مرکزی، ۲۵۰ متری شمال گیلان غرب، ۳۰۰ متری جنوب شهرک صنعتی گیلان غرب واقع شده و این اثر در تاریخ ۱۸ اسفند ۱۳۸۷ با شمارهٔ ثبت ۲۴۸۸۵ به‌عنوان یکی از آثار ملی ایران به ثبت رسیده است.